# Khorramshahr (shahrestan)
Khorramshahr (persiska: Shahrestān-e Khorramshahr, شهرستان خرمشهر, خرمشهر) är en delprovins (shahrestan) i Iran.   Den ligger i provinsen Khuzestan, i den västra delen av landet, 600 km sydväst om huvudstaden Teheran.
Delprovinsen hade 170 976 invånare 2016.